# Potentilla ghazniensis
Potentilla ghazniensis es una especie de planta del género Potentilla, perteneciente a la familia Rosaceae.

## Taxonomía
Potentilla ghazniensis fue descrita por Jiří Soják en 1987.

## Distribución
Se encuentra en el territorio de Afganistán.